# Guerra romano-parta
La guerra romano parta del 58-63 d. C. o guerra de sucesión armenia la disputaron el Imperio romano y el Imperio parto por el control de Armenia, un Estado situado entre los dos imperios. Armenia había sido un Estado dependiente de Roma desde los tiempos del emperador Augusto, pero los partos lograron colocar en el trono armenio a su candidato, Tiridates, en el 52-53.
Este acontecimiento coincidió con la entronización de Nerón como emperador de Roma, y el joven soberano decidió reaccionar enérgicamente. La guerra, que fue la única campaña militar importante de su reinado, empezó con una serie de rápidas victorias para las armas romanas, dirigidas por el hábil general Gneo Domicio Corbulón. Los romanos vencieron a las fuerzas leales a Tiridates, colocaron en el trono armenio a su candidato, Tigranes VI, y se replegaron. La campaña romana se benefició de la ausencia del rey parto Vologases, ocupado en aplastar una serie de revueltas surgidas en su país propio. Nada más sofocadas estas, sin embargo, los partos centraron su atención en Armenia, y después de un par de años de combates sin un claro vencedor, infligieron una grave derrota a los romanos en la batalla de Rhandeia.
El conflicto acabó poco después con un acuerdo en el que las dos partes tuvieron que realizar concesiones: a partir de entonces un príncipe parto del linaje de los arsácidas ocuparía el trono armenio, pero su nombramiento tenía que aprobarlo el emperador romano. Este conflicto fue el primer enfrentamiento directo entre Partia y los romanos desde la desastrosa campaña de Craso y la de Marco Antonio, ocurridas ambas un siglo antes, y sería el primero de una larga serie de guerras entre Roma y las potencias iraníes disputadas por el dominio de Armenia (véase guerras romano-persas).

## Antecedentes
Desde que la República romana, en continua expansión, y el Imperio parto habían entrado en contacto a mediados del siglo I a. C., habían surgido roces entre las dos potencias por el control de los Estados situados entre ellos. El mayor y más importante de estos era el Reino de Armenia. En el 20 a. C., Augusto logró establecer el protectorado romano del país, con la entronización de Tigranes III. La influencia romana continuó gracias a una serie de reyes filorromanos hasta que, en el 37 d. C., un candidato apoyado por los partos, Orodes, ascendió al trono. El rey favorecido por los romanos, Mitridates, recuperó el poder con el auxilio del emperador Claudio en el 42 d. C., pero su sobrino Radamisto de Iberia lo depuso en el 51 d. C. El tiránico gobierno de este pronto le hizo perder el favor del pueblo y dio al recién coronado rey Vologases I de Partia la oportunidad de intervenir. Sus fuerzas conquistaron en poco tiempo las dos capitales de Armenia, Artaxata y Tigranocerta, y entregaron la corona a su hermano menor Tiridates. Sin embargo, el comienzo de un invierno especialmente crudo y el estallido de una epidemia obligaron a los partos a retirarse, lo que permitió que Radamisto recuperase el poder. Su comportamiento hacia sus súbditos fue, si cabe, peor que antes, lo que originó revueltas en su contra. Finalmente, en el 54 d. C., Radamisto huyó a la corte de su padre en Iberia, y Tiridates recuperó Armenia.
El emperador Claudio murió en Roma ese mismo año y le sucedió en el trono su sobrino e hijo adoptivo Nerón. El avance parto en una región considerada de influencia romana preocupaba a los dirigentes romanos y se consideró una prueba para el nuevo soberano. Nerón reaccionó enérgicamente: nombró jefe supremo del ejército en Oriente a Gneo Domicio Corbulón, general que se había distinguido en Germania y entonces fungía de gobernador de Asia.

## Preparativos y maniobras diplomáticas

Armenia y el oriente romano en torno al 50 d. C., antes del estallido de la guerra.

Corbulón obtuvo el control de dos provincias, Capadocia y Galacia (en la Anatolia central), con el cargo primero de propretor y más tarde de procónsul. A pesar de que Galacia se consideraba un territorio propicio para el reclutamiento y Capadocia contaba con algunas unidades de auxiliares, el grueso de su ejército provenía de Siria, de donde la mitad de las guarniciones —formadas por cuatro legiones— y varias unidades de auxiliares se traspasaron a su mando.
Al principio, los romanos esperaron resolver la crisis mediante la diplomacia: tanto Corbulón como Ummidio Quadrato, gobernador de Siria, enviaron embajadas a Vologases, proponiendo que enviase rehenes, como era habitual en las negociaciones para asegurar la buena fe de las partes. Vologases, ocupado con la revuelta de su hijo Vardanes que le obligó a retirar sus fuerzas de Armenia, accedió. A esto le siguió un periodo de inactividad. Corbulón empleó este respiro para restaurar la disciplina y capacidad de sus tropas, que habían menguado durante el tiempo que habían pasado en las inactivas guarniciones orientales. Según Tácito, Corbulón licenció a los ancianos y a los enfermos, mantuvo al ejército en sus tiendas durante el duro invierno de la meseta anatolia para aclimatarlo a las nieves de Armenia, e impuso una severa disciplina, castigando con la muerte a los desertores. Al mismo tiempo, tuvo buen cuidado de mezclarse constantemente con sus hombres y de compartir sus penalidades.
Mientras tanto, Tiridates, respaldado por su hermano, rechazó acudir a Roma, e incluso emprendió operaciones contra aquellos armenios a los que consideraba leales a esta. La tensión aumentaba y finalmente, a comienzos de la primavera del 58, estalló la guerra.

## Fuerzas enfrentadas
Las operaciones militares involucraron a las siguientes legiones romanas:
- Legio III Gallica, Legio IV Scythica, Legio V Macedonica, Legio VI Ferrata, Legio X Fretensis, Legio XII Fulminata y Legio XV Apollinaris;

También se trajeron vexillatio de otros limes provenientes de las siguientes legiones:
- Legio III Cyrenaica, Legio VII Claudia Pia Fidelis, Legio VIII Augusta, Legio XI Claudia Pia Fidelis, Legio XIII Gemina y Legio XXII Deiotariana.[18]

Las fuerzas desplegadas por Roma sumaron unos 100.000 efectivos, pero nunca más de 50.000 a 60.000 al mismo tiempo, la mitad de ellos legionarios y el resto auxiliares.

## Estallido de la guerra: la ofensiva romana
Corbulón había dispuesto a gran cantidad de sus auxiliares en una línea de fuertes de la frontera armenia, al mando de Paccio Orfito, antiguo primus pilus. Desobedeciendo las órdenes de Corbulón, este empleó algunas alae de caballería auxiliar recién llegadas para realizar una incursión contra los armenios, que parecían mal preparados para rechazarla. Sin embargo, la maniobra fracasó y las tropas que se retiraban extendieron el pánico entre las guarniciones de otros fuertes. Fue un mal comienzo para la campaña, y Corbulón castigó severamente tanto a los supervivientes como a sus comandantes.
Tras haber instruido al ejército durante dos años, Corbulón, a pesar de este revés, estaba listo para comenzar la campaña. Contaba con tres legiones (la III Gallica y la VI Ferrata venidas de Siria y la IV Scythica), y gran número de auxiliares y contingentes aliados de los reyes clientes de Roma como Aristóbulo de la Armenia Inferior y Polemón II del Ponto. La situación favorecía a los romanos: Vologases afrontaba una seria revuelta de los hircanios en la zona del mar Caspio e incursiones de nómadas dahes y saces de Asia Central, y esta coyuntura le impedía auxiliar a su hermano.
Hasta entonces, la guerra había consistido principalmente en una serie de escaramuzas fronterizas. Corbulón trataba de proteger las localidades armenias favorables a los romanos y, simultáneamente, de atacar las que simpatizaban con los partos. Dado que Tiridates evitaba toda batalla campal, Corbulón dividió sus fuerzas para poder atacar varios lugares a la vez; al mismo tiempo, ordenó a sus aliados, el rey Antíoco IV de Comagene y Farasmanes I de Iberia, que corriesen Armenia desde sus reinos. Además, forjó una alianza con los moscos, una tribu que vivía en el noroeste de Armenia.
Tiridates reaccionó enviando legados para preguntar por qué se lo había atacado después de haber mandado los rehenes que se le habían solicitado. En respuesta, Corbulón reiteró la exigencia de que pidiese a Nerón la confirmación de su título de rey. Finalmente, las dos partes acordaron reunirse. Tiridates anunció que acudiría a la reunión acompañado de mil hombres, sugiriendo que Corbulón debía hacer lo propio, llevando consigo el mismo número de hombres «en son de paz, desprovistos de corazas y cascos». Tácito sugiere que Tiridates pretendía apresar a los romanos, ya que la caballería parta era superior a la infantería romana cuando se hallaba en igual numérica. De todas maneras, en una demostración de fuerza, Corbulón decidió llevar consigo a la mayor parte de sus tropas, no solo a la legión IV Ferrata, sino también a los tres mil hombres de III Gallica y a los auxiliares. Tiridates también acudió  al lugar acordado, pero, viendo a los romanos en formación de combate y al desconfiar de sus intenciones, no se acercó a ellos y se retiró durante la noche. Tiridates recurrió entonces a una táctica que había funcionado bien un siglo antes contra Marco Antonio: envió fuerzas a hostigar las líneas de abastecimiento del ejército romano, que cruzaban las montañas hasta Trebisonda en la costa del mar Negro. La táctica fracasó, empero, ya que los romanos habían asegurado los caminos de montaña mediante una serie de fuertes.

### Caída de Artaxata

Operaciones durante los primeros dos años de la guerra: invasión de Corbulón y conquista de Armenia.

Corbulón decidió entonces acometer directamente las fortificaciones de Tiridates. Estas no solamente eran fundamentales para controlar las regiones circundantes y suponían fuentes de ingresos y de soldados, sino que el comandante romano esperaba que, al amenazarlos, podría forzar a Tiridates a presentar batalla, ya que, en palabras del historiador A. Goldsworthy, «un rey que no pudiese defender las comunidades que le eran leales [...] perdería prestigio». Corbulón y sus lugartenientes lograron tomar al asalto tres de estos fuertes —entre ellos Volandum (posiblemente el moderno Iğdır), «el más inexpugnable de toda la provincia», según Tácito— en un solo día, con poquísimas bajas, y pasó por las armas a las guarniciones. Amilanados por esta exhibición de fuerza, varias ciudades y pueblos se rindieron, y los romanos se prepararon para atacar la capital septentrional armenia, Artaxata.
Esto obligó a Tiridates a enfrentarse a los romanos con su ejército, interceptándolos camino de Artaxata. Las huestes romanas, reforzadas por un vexillatio de la X Fretensis, marchaban en formación de cuadro hueco, con las legiones acompañadas de jinetes auxiliares y arqueros de a pie. Los soldados romanos tenían órdenes estrictas de no romper la formación, y, a pesar del hostigamiento continuo y las falsas retiradas de los arqueros partos de a caballo, así lo hicieron hasta el anochecer. Por la noche, Tiridates retiró su ejército y abandonó la capital; sus habitantes se rindieron de inmediato y pudieron dejarla con permiso romano, antes de que los conquistadores la incendiasen, ya que no contaban con suficientes fuerzas como para establecer en ella una guarnición.

### Caída de Tigranocerta
En el 59, los romanos se dirigieron hacia el sur, hacia Tigranocerta, segunda capital de Armenia. De camino, las tropas de Corbulón castigaron a quienes se les opusieron o a los que se escondían, pero trataron con indulgencia a quienes se rendían. En el terreno duro y seco del norte de Mesopotamia, el ejército sufrió por la falta de provisiones, especialmente de agua, hasta que alcanzó zonas más fértiles, cerca ya de Tigranocerta. Durante el avance, se descubrió y frustró una confabulación para asesinar a Corbulón. Varios nobles armenios que se habían unido a los romanos y que estaban implicados en la fallida maquinación fueron ajusticiados. Según Frontino, cuando el ejército romano llegó a la capital armenia, lanzó la cabeza de uno de los conspiradores al interior de la ciudad. Por casualidad, cayó donde el ayuntamiento se hallaba reunido; inmediatamente, este decidió rendir la ciudad, que se salvó así del saqueo y la destrucción. Poco después, Verulano Severo, el comandante de los auxiliares, desbarató un intento del ejército parto al mando del rey Vologases de penetrar en Armenia.
Los romanos dominaban ya Armenia y designaron un nuevo monarca, Tigranes VI, último descendiente de la casa real de Capadocia, en Tigranocerta. Algunos territorios armenios occidentales pasaron a poder de los vasallos romanos. Corbulón dejó mil legionarios, tres cohortes de auxiliares y dos alae de caballería, entre tres o cuatro mil hombres más, para apoyar al nuevo soberano, y se retiró con el resto de su ejército a Siria, de la que recibió el cargo de gobernador en 60 como recompensa por sus victorias.

## Contraataque parto

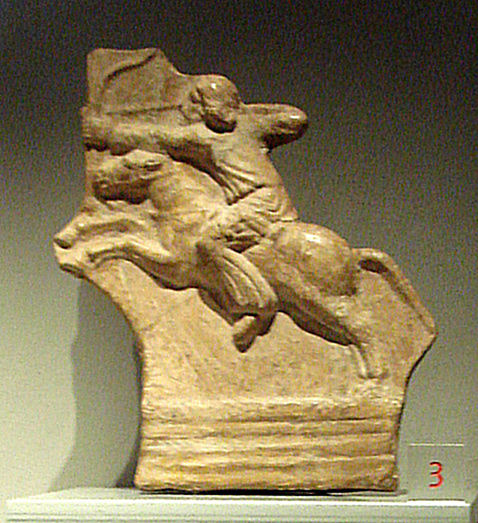
Relieve en el que se representa a un arquero parto a caballo. Habilidosísimos y con gran capacidad de maniobrar en el combate, formaban el núcleo del ejército parto. Combinados con la pesada caballería catafracta suponían una fuerza muy eficaz que había aniquilado un ejército romano en Carrhae.

Los romanos eran conscientes de que su victoria era todavía incierta, y que, en cuanto el rey parto hubiese aplastado la rebelión hircania, centraría su atención en Armenia. A pesar de la renuencia de Vologases a enfrentarse directamente a Roma, tuvo que hacerlo cuando Tigranes saqueó la provincia parta de Adiabene en el 61. El soberano parto no pudo desoír las airadas protestas de su gobernador Monobazo y sus peticiones de protección: estaban en juego el prestigio y la autoridad reales. Así, Vologases rubricó precipitadamente un tratado con los hircanios con objeto de poder emprender una campaña contra Roma, y convocó una asamblea de notables del reino. En ella respaldó públicamente a Tiridates como rey de Armenia y lo coronó con una diadema. Para devolver a su hermano el trono armenio, el monarca parto reunió una fuerza de caballería selecta al mando de Monaeses, a la que acompañó un contingente de infantería de Adiabene.
En respuesta, Corbulón envió las legiones IV Scythica y XII Fulminata a Armenia, mientras que sus otras tres legiones, la III Gallica, la VI Ferrata y la XV Apollinaris, marchaban a proteger la línea del río Éufrates, ya que temía que los partos invadiesen Siria. Al mismo tiempo, solicitó a Nerón que nombrase un legado para Capadocia que asumiese la responsabilidad de dirigir la guerra en Armenia.

### Asedio parto de Tigranocerta
Entretanto, Monaeses entró en Armenia y marchó hacia Tigranocerta. Tigranes había acumulado víveres y la ciudad estaba bien defendida, con una guarnición conjunta romano-armenia. El asedio quedó en manos principalmente de las tropas de Adiabene, ya que los partos, que eran jinetes, carecían de experiencia y de inclinación para este tipo de operaciones militares. El asalto parto fracasó y los defensores infligieron numerosas bajas a los sitiadores al realizar una salida contra estos. Entonces Corbulón decidió enviar un mensajero a Vologases, que se encontraba acampado con su corte en Nísibis, cerca tanto de Tigranocerta como de la frontera romano-parta. El fallido cerco de la capital armenia y la escasez de forraje para su caballería obligó al soberano parto a aceptar que Monaeses se retirase de Armenia. Al mismo tiempo, empero, los romanos evacuaron también el país, algo que, según Tácito, levantó sospechas sobre las intenciones de Corbulón: algunos insinuaron que había alcanzado un acuerdo de retirada mutua con los partos, y que no deseaba arriesgar su reputación retomando las hostilidades. En cualquier caso, se pactó una tregua y los partos enviaron una embajada a Roma. Las negociaciones entre los dos imperios, no obstante, fracasaron y la guerra se reanudó en la primavera del 62.
Mientras tanto, llegó a Oriente el legado para Capadocia que Corbulón había solicitado: se trataba de Lucio Junio Cesenio Peto, el cónsul del año anterior, el 61 . Este y Corbulón se dividieron las unidades militares disponibles en la región: el primero quedó al mando de las legiones IV Scythica, XII Fulminata, V Macedonica —recién llegada— y los auxiliares del Ponto, Galacia y Capadocia, mientras que el segundo retuvo el de la III Gallica, la VI Ferrata y la X Fretensis. Debido al deseo compartido de arrogarse la gloria de la victoria militar, las relaciones entre los dos comandantes romanos fueron tirantes desde el principio. Corbulón guardó para sí las legiones con las que había combatido los años anteriores y entregó a su colega, que después de todo debía realizar las principales operaciones militares, las unidades más bisoñas. El número de soldados desplegado por los romanos contra los partos era, en cualquier caso, grande: las seis legiones por sí solas agrupaban ya unos treinta mil hombres. El número exacto y la disposición de las unidades de auxiliares no está clara, pero se sabe que había siete alae de caballería y otras tantas cohortes de infantería tan solo en Siria, con unos siete o nueve mil soldados en total.

### Batalla de Rhandeia

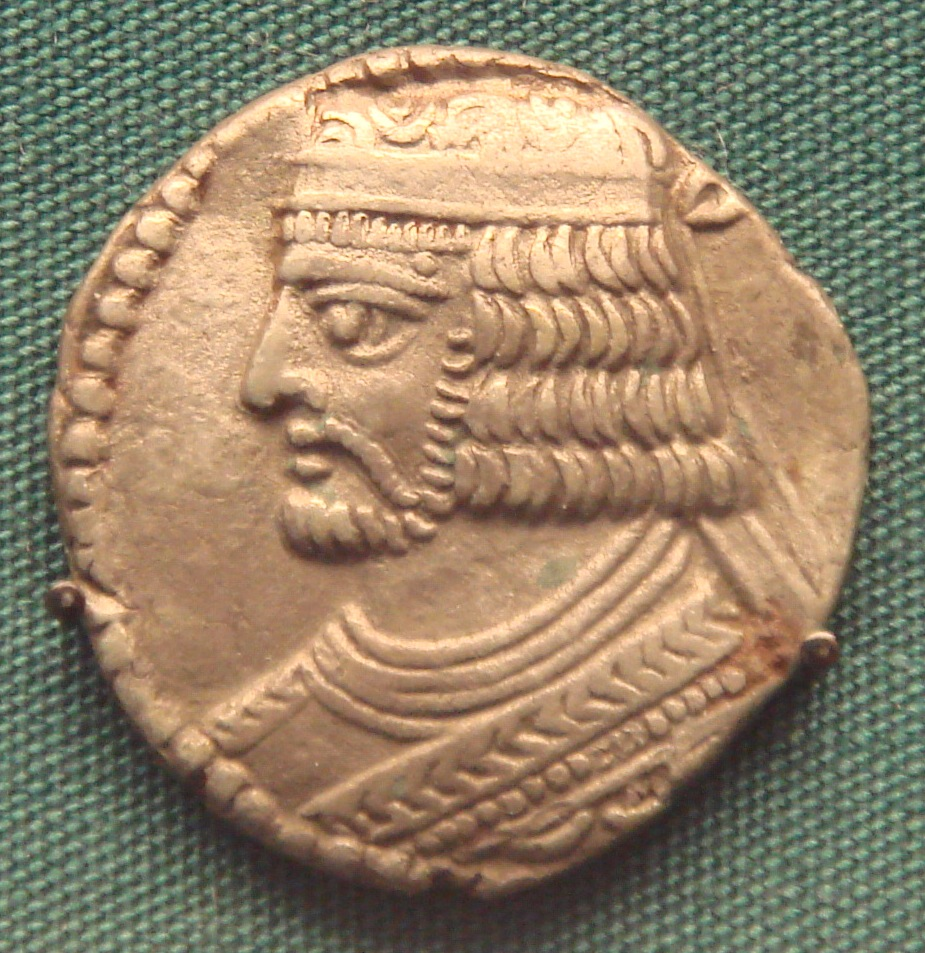
Moneda de oro de Vologases I, rey de Partia.

Peto parecía seguro de la victoria, y reaccionó a la declaración de guerra parta y a la captura de Tigranocerta en el sur invadiendo Armenia, mientras Corbulón permanecía en Siria reforzando la frontera del Éufrates. Peto contaba únicamente con dos legiones, la IV Scythica y la XII Fulminata, y avanzó hacia Tigranocerta. Rindió unos cuantos fuertes de escasa importancia, pero la falta de suministros le forzó a replegarse al oeste para invernar.
El plan inicial de los partos consistía en invadir Siria, pero Corbulón parecía gozar de una posición inexpugnable: había construido una considerable flotilla de barcos con catapultas y tendido un puente sobre el Éufrates, que le permitió controlar parcialmente la orilla izquierda del río. Debido a esto, los partos cambiaron de planes y decidieron centrarse en Armenia. Allí Peto había dispersado sus fuerzas y concedido largos permisos a sus oficiales, de modo que la acometida parta lo cogió por sorpresa. Cuando supo del ataque parto, marchó a hacerlo frente, pero se retiró apresuradamente después de que el enemigo derrotase a un destacamento avanzado. Peto envió a su mujer y a su hijo a la segura fortaleza de Arsamosata, y decidió cortar el paso a las huestes de Vologases fortificando los pasos de los montes Tauro. Esta táctica, sin embargo, conllevó una dispersión mayor aun de sus fuerzas, lo que permitió a los partos derrotar por separado a los distintos contingentes apostados en las montañas. Las unidades romanas se desmoralizaron y cundió el pánico en el ejército, que quedó cercado en una serie de campamentos improvisados en torno a Rhandeia. Peto, desesperado y apático, se limitó a enviar urgentes peticiones de socorro a Corbulón.

Operaciones durante los últimos años de la guerra: las incursiones de Tigranes en territorio parto provocaron un contraataque parto, que concluyó con la rendición del ejército romano de L. Cesenio Peto.

Este, consciente del peligro que afrontaba su colega, aprestó parte de sus fuerzas, pero no partió de inmediato para unirse a él; algunos lo acusaron de retrasar los preparativos para asegurarse la gloria de rescatarlo. No obstante, cuando llegaron las peticiones de auxilio, reaccionó prontamente y avanzó con medio ejército sirio, llevando consigo abundantes provisiones cargadas en camellos. Pronto se encontró con soldados dispersos el ejército de Peto, a los que encuadró en su columna. Pero Peto había capitulado antes de que Corbulón pudiera acudir en rescate de la fuerza cercada; los partos, conocedores de que este se hallaba en camino para socorrerlo, redoblaron el hostigamiento hasta que Peto envió una carta a Vologases ofreciéndose a claudicar. El tratado firmado resultó humillante para los romanos: estos no solo debían abandonar Armenia y entregar todos los fuertes que aún conservaban en su poder, sino que además debían erigir un puente sobre el cercano río Arsanias para que Vologases pudiese cruzarlo en triunfo montado en un elefante. Además, los armenios despojaron sin miramientos a los soldados romanos tanto de las armas como de sus ropas sin que estos se opusiesen. Según los rumores registrados por Tácito, los romanos sufrieron una ofensa aún mayor: se los obligó a para pasar bajo el yugo, la mayor de humillación posible para un romano.
Las dos columnas romanas se encontraron por fin a orillas del Éufrates cerca de Melitene, en medio de escenas de dolor compartido; mientras que Corbulón lamentó el desbaratamiento de sus anteriores victorias, Peto intentó convencerlo de revertir la situación invadiendo Armenia. Corbulón rechazó la propuesta, alegando que carecía de autoridad para hacerlo y que, en cualquier caso, el ejército estaba demasiado agotado para combatir eficazmente. Al final, Peto se retiró a Capadocia y Corbulón a Siria, en donde recibió a los enviados de Vologases, que reclamaron en su nombre que el comandante romano evacuase el territorio ocupado en la orilla izquierda del Éufrates. Por su parte, Corbulón exigió que los partos abandonasen Armenia. Vologases aceptó y ambos bandos retiraron sus fuerzas, dejando a Armenia sin soberano aunque en la práctica dominada por los partos hasta que una delegación parta pudiese marchar a Roma a sellar el acuerdo definitivo.

## Corbulón nuevamente al frente de la campaña y el acuerdo de paz
Roma, entretanto, parece que desconocía la situación real de Armenia. Tácito señala agriamente que se «colocaron trofeos y arcos para celebrar la guerra con Partia en el centro de la colina del Capitolio» por orden del Senado, incluso antes de que terminasen las hostilidades, dando por hecha la victoria. Las ilusiones de los mandatarios romanos se vieron frustradas por la llegada de la delegación parta a Roma en la primavera del 63. Sus exigencias y las noticias traídas por el centurión que la acompañaba revelaron a Nerón y al Senado la gravedad de la situación, que Peto había ocultado en sus despachos. No obstante, en palabras de Tácito, los romanos prefirieron «asumir una guerra peligrosa en vez de una paz humillante»; se destituyó a Peto, y Corbulón recuperó el control de la campaña de Armenia, con extraordinario imperium, ya que gozaría de autoridad sobre todos los gobernadores provinciales y los clientes de Roma en Oriente. El puesto de gobernador de Siria, desempeñado hasta entonces por él, pasó a Cayo Cestio Galo.
Corbulón reordenó sus fuerzas: retiró a las vencidas y desmoralizadas legiones IV Scythica y XII Fulminata a Siria, dejó a la X Fretensis encargada de la protección de Capadocia, y acuarteló a las veteranas III Gallica y VI Ferrata en Melitene, donde debía reunirse el ejército que iba a emprender la nueva invasión. A estas unidades añadió también la V Macedonica, que había pasado en Ponto el año anterior y a la que no había afectado la derrota, la recién llegada XV Apollinaris, y numerosos auxiliares y contingentes enviados por los reyes clientes de Roma.
Después de que su ejército hubo cruzado el Éufrates siguiendo una ruta abierta por Lúculo hacía más de cien años, Corbulón recibió a los enviados de Tiridates y Vologases. Con la llegada de fuerza tan importante y sabiendo de la capacidad militar del comandante romano, los arsácidas se mostraron dispuestos a negociar. Corbulón, sin duda siguiendo instrucciones de Nerón, reiteró la posición original romana: si Tiridates aceptaba su corona de manos de Roma, cesarían las hostilidades. Tiridates aceptó negociar y se decidió que se celebrasen conversaciones en Rhandeia, lugar de la derrota romana del año anterior. Para los armenios, este sitio representaba su fuerza, a la que debían la victoria anterior; Corbulón, por su parte, lo aceptó porque esperaba borrar el infeliz recuerdo, bien mediante la conclusión de la paz, bien con nuevos triunfos si se reanudaba la guerra. Una vez llegado a la ciudad, Corbulón encargó al hijo de Peto, que lo acompañaba como legado, la búsqueda de los cadáveres de los soldados romanos para darles un entierro apropiado. El día fijado, Tiridates y Corbulón, cada uno acompañado por veinte jinetes, se encontraron a medio camino entre los dos ejércitos. Tiridates accedió a viajar a Roma y solicitar a Nerón la confirmación de su título de rey de Armenia. Algunos días más tarde, los dos ejércitos realizaron un desfile para solemnizar el acuerdo. Tiridates acudió al campamento romano, donde se había erigido una estatua del emperador Nerón sobre un pedestal, y colocó su diadema real a los pies de esta en señal de sumisión.

## Consecuencias

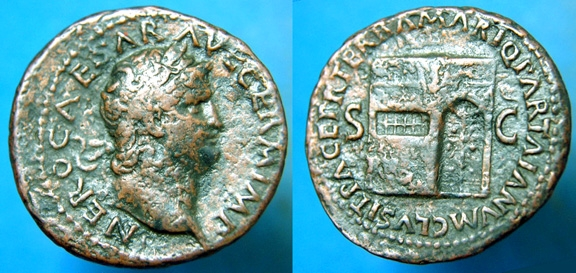
As acuñado en el 66 para celebrar la victoria romana. En él se muestran las puertas del Templo de Jano cerradas, símbolo de la paz universal. Esta no duró: ese mismo año, comenzó la gran revuelta judía, y muchas de las unidades que habían participado en la guerra en Armenia se emplearon también en sofocar aquella.

En el año 66, Tiridates visitó Roma para recibir la corona de Armenia y fue recibido fastuosamente por Nerón, quien utilizó la ocasión para aumentar su propia popularidad. Ordenó el cierre de las puertas del Templo de Jano, declarando con este gesto que la paz reinaba en todo el Imperio romano.
Nerón consideró el acuerdo una gran hazaña: saludado como imperator, celebró un triunfo, a pesar de no haber obtenido ganancia territorial alguna, y de que la paz reflejaba un pacto con concesiones mutuas más que una clara victoria romana. A pesar de que Roma podía imponerse militarmente en Armenia, políticamente carecía de verdaderas alternativas al linaje arsácida para el trono armenio. Así, a partir de entonces, una dinastía iraní reinaría en Armenia y, a pesar de su lealtad nominal a Roma, esto reforzaría la influencia parta en la región. Según las generaciones posteriores, «Nerón había perdido Armenia», y a pesar de que la Paz de Rhandeia marcó el comienzo de un periodo de relaciones relativamente pacíficas que duró cincuenta años, Armenia continuó siendo un motivo de discordia entre los romanos y los soberanos iraníes, partos primero y sasánidas después. En los primeros años, sin embargo, ambos bandos respetaron la paz firmada por Nerón, incluso cuando los romanos tuvieron que emplear el grueso de sus fuerzas en Oriente en aplastar la gran revuelta judía.
En cuanto a Corbulón, Nerón lo alabó como el artífice del triunfo, aunque su popularidad e influencia entre los soldados hacían de él un rival potencial. Por esto y por la participación de su yerno Lucio Annio Viniciano en una fallida confabulación contra el emperador en 66, este comenzó a sospechar del militar. En 67, mientras viajaba por Grecia, Nerón ordenó su ajusticiamiento; al enterarse, Corbulón se suicidó.
La guerra también demostró a los romanos que el sistema defensivo de Oriente, diseñado por Augusto, no era ya adecuado. Por ello en los años siguientes se emprendió una gran reorganización del Oriente romano: los reinos dependientes de Ponto y Cólquida en 64, y los de Cilicia, Comagene y Armenia Inferior en 72, fueron transformados en provincias romanas; se aumentó el número de las legiones destinadas en la zona y creció también la presencia romana en los estados protegidos del Cáucaso, Iberia y Albania, con el objetivo de rodear Armenia de territorios favorables a Roma. Roma tomó el control directo de los territorios a orillas del Éufrates y surgió el limes oriental que perduró hasta la conquista musulmana del siglo VII.